# تايلور هارت
تايلور هارت (بالإنجليزية: Taylor Hart)‏ هو لاعب كرة قدم أمريكية أمريكي، ولد في 22 فبراير 1991 في توالاتين في الولايات المتحدة.

## وصلات خارجية
- تايلور هارت على موقع مرجع كرة القدم المحترفة.كوم (الإنجليزية)
- تايلور هارت على موقع كلية كرة القدم في سبورتس رفرنس.كوم (الإنجليزية)